# Lisa : Un nouveau destin
Lisa : Un nouveau destin (Lisa) est un feuilleton télévisé belge néerlandophone en six saisons diffusé entre le 25 janvier 2021 et le 21 octobre 2023 sur VTM. 
En France, seules les deux premières saisons ont été doublées en français et diffusées sur TF1 Séries Films entre le 15 août 2022 et le 7 juillet 2023. 
Le titre français est un clin d'œil au Destin de Lisa, également diffusée sur TF1 en 2007, mais n'a aucun lien avec celle-ci : elle s'inspire en réalité du feuilleton allemand Anna und die Liebe, comme indiqué au générique.

## Synopsis
Lisa est une fille atteinte d'anxiété sociale, rêvant de travailler dans le monde de la publicité. Elle vit avec sa demi-sœur Katia et sa mère Suzanne. Suzanne tient un bar à tapas, le Qué Tal (Keetal en VO), où travaille la meilleure amie de Lisa, Pilar. Lorsque Jonas Albrechts, le fils des propriétaires de l'agence de marketing La Fabrique ('t Brouwhuis en VO), revient de son séjour aux États-Unis, Lisa décide alors de dépasser sa peur et de postuler un emploi en préparant un dossier contenant des idées de publicités. Peu après, le dossier est dérobé par Katia, qui postule à sa place et qui est engagée. Lisa, en colère, confronte sa sœur, et les deux filles finissent par faire un marché secret ; Katia doit aider Lisa à obtenir un emploi à La Fabrique, tandis que Lisa doit trouver des idées de campagnes publicitaires à la place de sa sœur. Cependant, toutes deux sont amoureuses de Jonas, ce qui risque de compliquer les choses.

### Fiche technique
- Titre original : Lisa
- Titre français : Lisa : Un nouveau destin
- Création : Hugo Van Laere
- Réalisation : Niels Sabbe, Samir Devedzic, Caroline De Maeyer, Breyten Van Der Donck
- Scénario : Hugo Van Laere, Wim Keppens et Mathias De Prest (supervision) d'après Anna und die Liebe
- Musique : David Poltrock
- Production : Pieter Van Huyck, Ivy Vanhaecke
- Sociétés de production : Gardner & Domm ; deMENSEN
- Société de distribution : VTM
- Pays de production :  Belgique
- Langue originale : flamand
- Format : couleur - HDTV - 16/9 - son Dolby stéréo
- Genre : soap opera
- Nombre de saisons : 6
- Nombre d'épisodes :  464
- Durée : 23 minutes
- Dates de première diffusion :
  - Belgique : 25 janvier 2021
  - France : 15 août 2022

## Distribution
- Tinne Oltmans (VFB : Nancy Philippot) : Lisa Calmyn, employée à La Fabrique
- Anouck Luyten (VFB : Séverine Cayron) : Katia Dhaens (Katja en VO), demi-sœur de Lisa, employée à La Fabrique
- Oscar Willems (VFB : Benjamin Thomas) : Jonas Albrechts, employé à La Fabrique
- Bert Verbeke (VFB : Fabian Finkels) : Yann Albrechts (Gert en VO), frère de Jonas, employé à La Fabrique
- Arno Moens : Roméo Seyers (Remco en VF), assistant à La Fabrique
- Thomas Van Caeneghem (VFB : Maxime Donnay) : Lucas Verdonck (Lars en VO), petit ami de Katja, barman et gérant du café L'Excuse
- Hilde De Baerdemaeker (VFB : Colette Sodoyez) : Suzanne Versyp, mère de Lisa et de Katia, gérante du bar à tapas Qué Tal
- Jean Janssens (VFB : Sophie Pyronnet) : Pilar, meilleure amie de Lisa et petite amie de Roméo, serveuse au Qué Tal
- Marijke Hofkens (VFB : Micheline Tziamalis) : Gaëlle Verdonck (Greet en VO), mère de Lucas, directrice de bureau à La Fabrique
- Lucas Van den Eynde (VFB : Bruno Georis) : Marc Albrechts (Mark en VO), père de Jonas et Yann, cofondateur de La Fabrique
- Hilde Heijnen (VFB : Fabienne Loriaux) : Dorine Albrechts, femme de Marc , mère de Jonas et Yann, cofondatrice de La Fabrique
- Elke Van Mello (VFB : Marcha Van Boven) : Renée Robrechts, employée à la Fabrique
- Thomas Van Achteren (VFB : Gregory Praet) : Joël Lomans (Jelle en VO), nouveau serveur au Qué Tal passionné de vlogs
- Issam Dakka (VFB : Yannick Besson) : Michael Nackaert (Mikhel en VO), meilleur ami de Jonas et photographe indépendant
- Mikael Sladden (VFB : Gauthier de Fauconval) : Pierre Bruneau, coach de Lisa chez Massa
- Céline Timmerman (VFB : Ludivine Deworst) : Francine, mannequin
- Christof Chapsis (VFB : Alexis Flamand) : Kurt, mannequin
- Govert Deploige (VFB : Jean-François Rossion) : John Bracke, compagnon de Suzanne
- Marijke Umans (VFB : Nathalie Hugo) : Nina Chatelier (Nina Vandecasteele en VO), traiteur

Source : Vlaams kijken
Version française : studio Sonhouse ; direction artistique Laurent Vernin et France Wagener ; adaptation des dialoguesMarie-Line Landerwijn, Sophie Servais, Mélanie Dermont et William Lambert.

## Production
Au départ, Lisa : Un nouveau destin n'avait été annoncé que pour une seule saison de 205 épisodes, mais en juin 2021, une suite a été annoncée. 
Le premier épisode de la série a été diffusé en VO et en prime time sur la VTM et a rassemblé 588 289 téléspectateurs. Les semaines suivantes, la série continuait de comptabiliser une moyenne d'un peu plus de 400 000 téléspectateurs.
En raison de la popularité grandissante de la série en Flandre, elle est renouvelée pour une troisième saison (diffusée entre le 21 février et le 9 juin 2022), puis une quatrième (diffusée entre le 5 septembre 2022 et le 6 janvier 2023), une cinquième (diffusée entre le 13 février et le 1er juin 2023) et, enfin, une sixième saison. Cette dernière est diffusée entre le 4 septembre et le 21 octobre 2023 en première partie de soirée, et clôt définitivement la série.
L'histoire se déroule dans la ville belge de Vilvorde, où sont en grande partie filmées les scènes en extérieur. Les décors intérieurs, quant à eux, sont réalisés par la maison de production TvBastards, à Boortmeerbeek.

## Saisons
| Saison | Nb. d'épisodes | Diffusion d'origine                    |
| ------ | -------------- | -------------------------------------- |
| 1      | 111            | du 25 janvier 2021 au 1er juillet 2021 |
| 2      | 89             | du 6 septembre 2021 au 7 janvier 2022  |
| 3      | 80             | du 21 février 2022 au 9 juin 2022      |
| 4      | 89             | du 5 septembre 2022 au 6 janvier 2023  |
| 5      | 64             | du 13 février 2023 au 1er juin 2023    |
| 6      | 31             | du 4 septembre 2023 au 21 octobre 2023 |